# Paris-Nancy
Paris-Nancy est une ancienne course cycliste française organisée  de 1914 à 1932 entre Paris et Nancy (Meurthe-et-Moselle).
L'épreuve est organisée par les clubs du Nancy Sportif et du Vélo Club de Levallois avec le concours du quotidien du Petit Journal.

## Palmarès
| Année | Vainqueur         | Deuxième          | Troisième         |
| ----- | ----------------- | ----------------- | ----------------- |
| 1914  | Maurice Brocco    | Louis Trousselier | Charles Kippert   |
| 1919  | Francis Pélissier | Robert Gerbaud    | Marcel Godard     |
| 1920  | Romain Bellenger  | Lucien Rich       | Honoré Barthélémy |
| 1921  | René Chassot      | Lucien Rich       | Félix Goethals    |
| 1922  | Henri Pélissier   | Francis Pélissier | Robert Reboul     |
| 1923  | Lucien Rich       | José Pelletier    | Marcel Bidot      |
| 1924  | Joseph Muller     | José Pelletier    | Lucien Rich       |
| 1925  | Lucien Rich       | Angelo Gremo      | Arsène Alancourt  |
| 1930  | Ernest Neuhard    | Joseph Mauclair   | Julien Paureau    |
| 1932  | Nicolas Frantz    | Francis Bouillet  | Raymond Louviot   |